# José Alberto Cañas Ruiz-Herrera
José Alberto Cañas Ruiz-Herrera (Jerez de la Frontera, 27 de maig de 1987) és un futbolista professional andalús, que ocupa la posició de migcampista. Actualment,  juga al PAOK FC.

## Trajectòria esportiva
Sorgeix de les categories inferiors del Reial Betis. A la campanya 08/09, mentre militava a l'equip B dels sevillans, va debutar a primera divisió, tot sumant dos partits a la màxima categoria amb l'equip bètic, que a les postres baixaria a Segona Divisió.
El 2013 va fitxar pel Swansea City de la Premier League. L'1 de setembre de 2014 Cañas va tornar a La Liga, en fitxar pel RCD Espanyol, club amb el qual va signar un contracte de tres anys.